# Цистерна

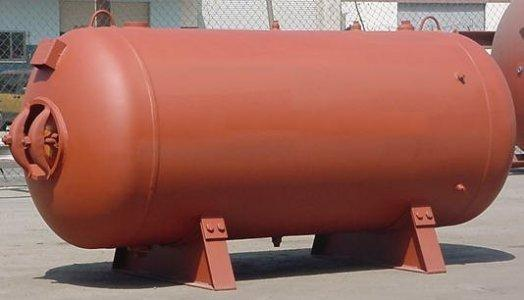
Сталевий бак-цистерна.

Цистерна (лат. cisterna — коробка) — резервуар для рідин, насамперед води, нафтопродуктів, розчинів хімічних речовин, сипких речовин тощо.

## Різновиди та їх опис

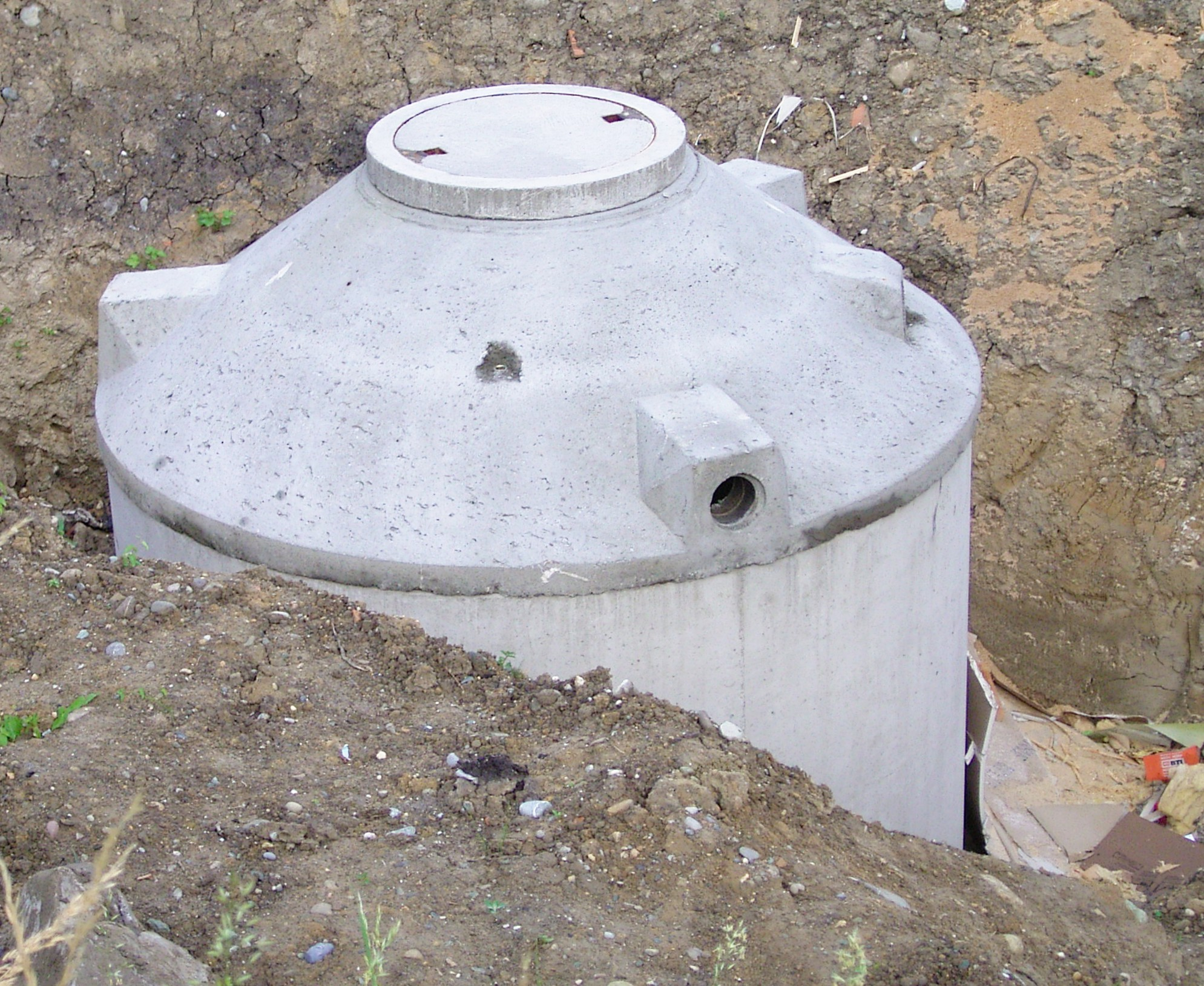
Цистерна.

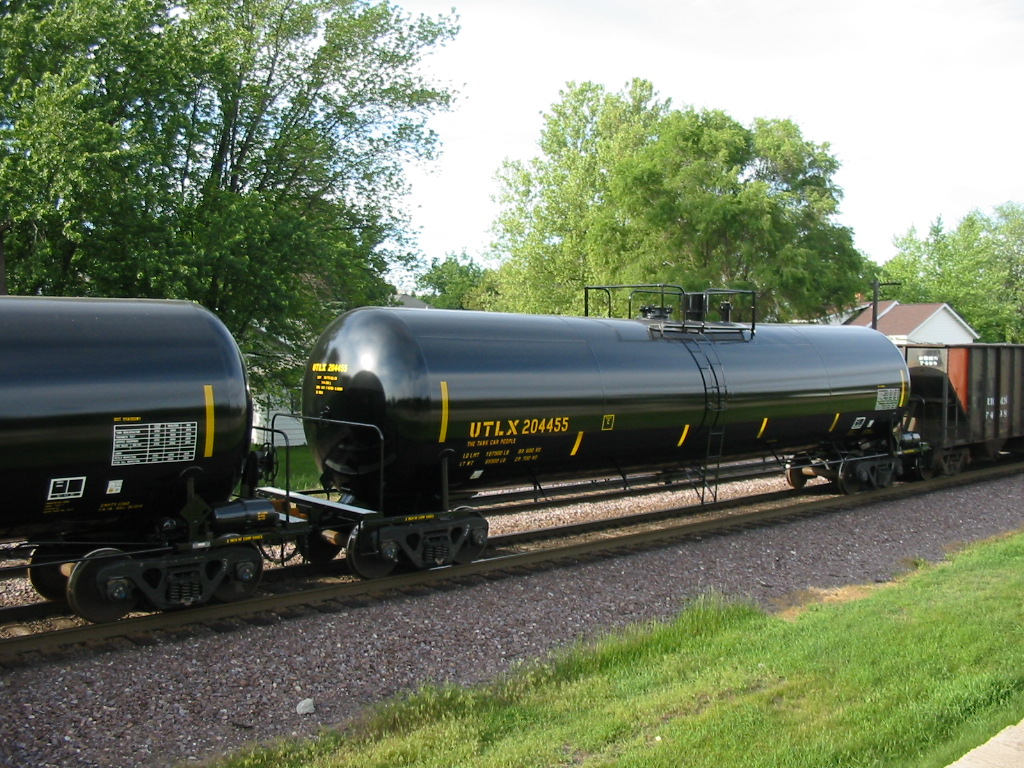
Вагон-цистерна на залізниці Union Pacific

Розрізнюють стаціонарні й нестаціонарні Ц.
Стаціонарні Ц. виготовляють з бетону, залізобетону, сталі, алюмінієвих сплавів і інших матеріалів; Ц. можуть бути підземними, заглибленими і наземними. Ц., як правило, обладнуються приладами для контролю за станом продукту, пристроями заповнення і зливу.
Нестаціонарні Ц. призначені для транспортування вантажів. Ц. для перевезення вуглеводневої сировини розрізняються: за видом транспорту — залізничні цистерни, цистерни автомобільні, цистерни-контейнери (можуть перевозитися всіма видами транспорту); за призначенням — для світлих (бензинів, дизельних пальних, гасу), темних (нафт, масел, мазутів, бітумів), нафтопродуктів, скраплених вуглеводневих газів та скраплених природних газів. 
Автомобільні Ц. класифікуються: за транспортною базою — на базовому шасі автомобілів звичайної та підвищеної прохідності, причепів та напівпричепів з різними седальними тягачами; за місткістю резервуару — малої (до 5 м3), середньої (від 5 до 15 м3) та великої (понад 15 м3); за технологічним призначенням — транспортні (тільки для перевезення) та заправні, які можуть використовуватися і як транспортні.
Резервуарна автомобільна цистерна для нафтопродуктів виготовляється зі сталі чи кольорових металів з поперечним перерізом прямокутної, круглої чи овальної форми, з плоскими, конічними чи сферичними днищами. Зверху в середній частині обичайки вварені горловини з герметичною покришкою та наливним і оглядовим люком, всередині встановлюються хвилегасники та кільця жорстокості. Автомобільна Ц. обладнана зливно-наливними патрубками, «дихальним» клапаном, покажчиком рівня наливу, швидкодіючими запірними пристроями. Ц.-заправники додатково обладнуються насосами, лічильниками, фільтрами. Ц. автомобільні для темних нафтопродуктів (мазутобітумовози, гудронатори) мають автономні підігрівальні пристрої. Заповнення автомобільних Ц. нафтопродуктом проводиться звичайно через наливний люк (верхне наливання), а спорожнення — через нижні зливні патрубки (нижнє зливання).
Експлуатаційна місткість вітчизняних автомобільних Ц. від 4,2 до 10 м3, Ц.-причепів до 6,7 м3, Ц.-напівпричепів до 26 м3. За кордоном експлуатуються автомобільні Ц. до 36 м3.
Автомобільні Ц. для скраплених вуглеводневих газів являють собою сталеву горизонтальну циліндричну ємність зварної конструкції з еліптичними днищами, у заднє днище вварено люк з приладами. Зливоналивна арматура змонтована в нижній частині ємності. Для захисту від прямої дії сонячних променів Ц. захищається тіньовим кожухом та покривається фарбами світлих тонів, які знижують нагрівання продукту від сонячних променів і втрати його від випаровування. Робочий тиск Ц. 1,6 чи 1,8 МПа, робоча температура від -40 до +50 0С, експлуатаційна місткість при коефіцієнті заповнення 0,85 від 4 м3 до 29,8 м3. Роздавальні автомобільні Ц. додатково обладнуються насосом та пристроєм для наповнення балона. Серійні автомобільні Ц. для скраплених вуглеводневих газів у більшості безрамної конструкції.
Цистерни-контейнери (металеві ємності прямокутної, еліптичної чи циліндричної форми, розміщені в рамний каркас та обладнані пристроями для зливання та наливання) служать для перевезення та зберігання нафтопродуктів, а також використовуються як змінні ємності на автозаправних станціях. Геометрична ємність цистерн-контейнерів від 2 до 5 м3. Для централізованого групового постачання споживачів скрапленим вуглеводневим газом застосовуються цистерни-контейнери (напівпересувні резервуари) геометричною ємністю 0,6; 1,0 та 1,6 м3.